# Komutátor (algebra)
Komutátor je operátor vyjadřující „míru nekomutativity“ dvou operátorů. Máme-li operátory {\displaystyle A} a {\displaystyle B}, rozumí se obvykle jejich komutátorem operátor {\displaystyle AB-BA}, označovaný zkráceně {\displaystyle [A,B]}. Komutátor je standardně užívanou mírou nekomutativity, komutují-li totiž {\displaystyle A} a {\displaystyle B}, pak je {\displaystyle [A,B]=0}.
Fyzikálně je motivováno zavedení antikomutátoru, který je dán jako {\displaystyle AB+BA} a označován {\displaystyle \{A,B\}} nebo {\displaystyle [A,B]_{+}}.
V teorii Lieových algeber je komutátor (také Lieova závorka) jakékoliv bilineární zobrazení kartézského součinu algebry se sebou do téže algebry mající následující vlastnosti:
- antisymetrie: {\displaystyle [A,B]=-[B,A]}
- Jacobiho identita {\displaystyle [A,[B,C]]+[B,[C,A]]+[C,[A,B]]=0}

Jsou-li prvky algebry reprezentovány operátory, pak tvar {\displaystyle [A,B]=AB-BA} splňuje tyto požadavky.